# نجيب باوية
نجيب باوية (بالفرنسية: Nadjib Baouia)  هو لاعب كرة قدم جزائري. (من مواليد 25 فبراير 1992 في المغير). يلعب كمهاجم للنادي الفرنسي كريتيل.

## روابط خارجية
- نجيب باوية على موقع رابطة كرة القدم الفرنسية للمحترفين (الإنجليزية)
- نجيب باوية على موقع قاعدة بيانات كرة القدم.إي يو (الإنجليزية)
- نجيب باوية على موقع Soccerway.com (الإنجليزية)
- نجيب باوية على موقع AS.com (الإسبانية)